# Elizabeth Osborne King
Elizabeth Osborne King (ur. 12 października 1912 w Atlancie, zm. 8 kwietnia 1966 tamże) – amerykańska mikrobiolożka.

## Życiorys
Urodziła się 12 października 1912 r. w Atlancie. W 1935 r. uzyskała tytuł Bachelor of Science z zoologii na Uniwersytecie Georgii, a w 1938 r. tytuł Master of Science z technologii medycznej na Uniwersytecie Emory’ego.
W 1943 roku wstąpiła do Women's Army Corps i służyła jako oficer podczas II wojny światowej w Fort Detrick w Maryland. W latach 1946–48 pracowała w Szpitalu Uniwersytetu Emory'ego.
W 1948 roku dołączyła do personelu niedawno założonego U.S. Communicable Disease Center, obecnie znanego jako Centers for Disease Control and Prevention. King początkowo pracowała w laboratorium badającym błonicę, ale w 1951 roku została przeniesiona do nowo utworzonego Laboratorium Bakteriologii Ogólnej, które zostało założone w celu badania malarii i egzotycznych chorób przywiezionych przez żołnierzy podczas II wojny światowej. Podczas pracy w Laboratorium Bakteriologii Ogólnej zainteresowała się chorobotwórczymi pałeczkami Gram-ujemnymi, które nie należały do rodziny Enterobacteriaceae.
King zmarła na nowotwór w 1966 roku.

## Osiągnięcia i upamiętnienie

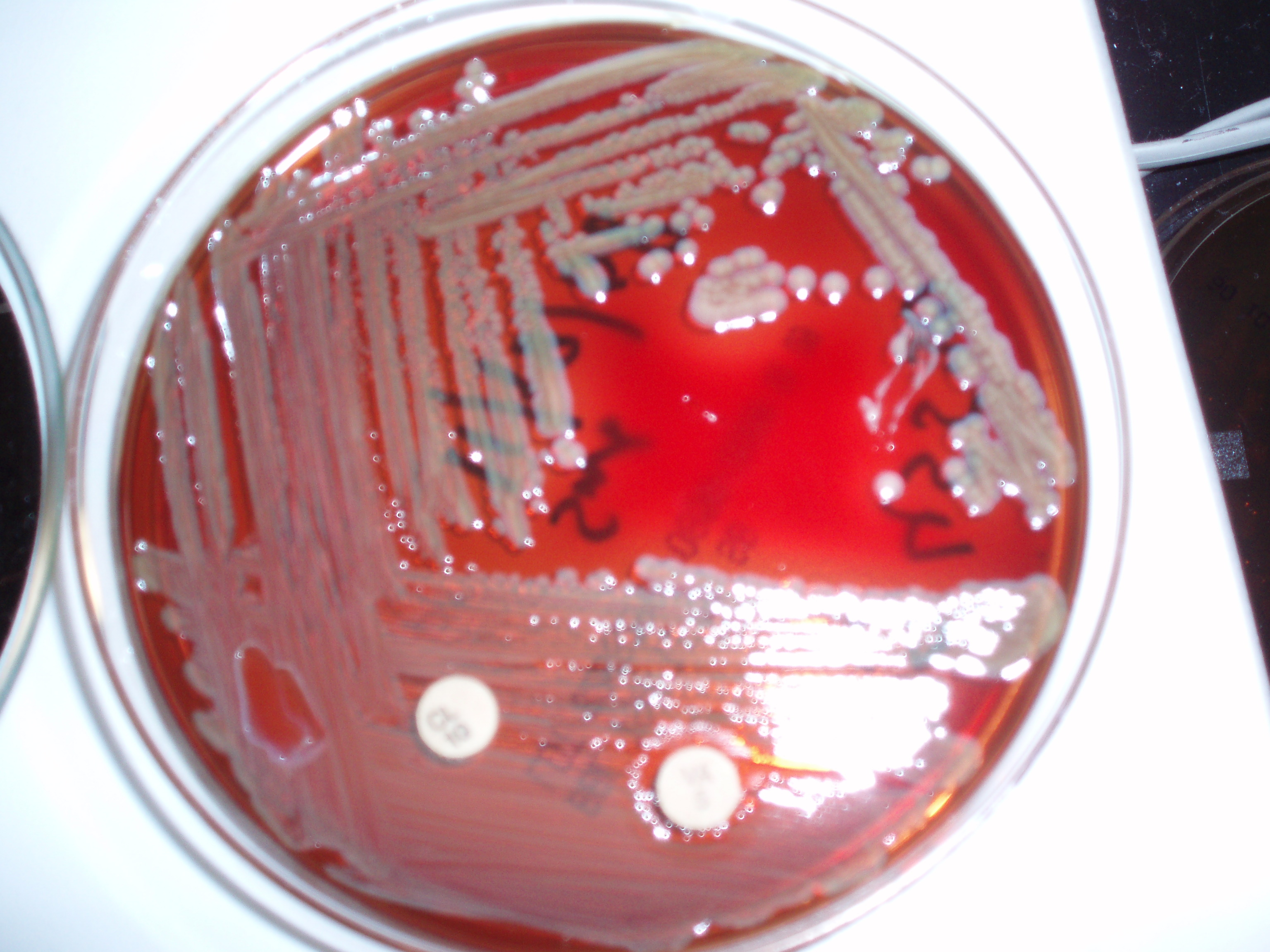
Posiew Elizabethkingia meningoseptica na agarze krwawym

W 1959 roku King zidentyfikowała szczep pałeczek, odpowiedzialny za wybuch epidemii szpitalnych zapaleń opon mózgowo-rdzeniowych wśród noworodków. Nadała mu nazwę Flavobacterium meningosepticum i uznała go za źródło tych infekcji. W 2005 roku gatunek został włączony do nowego rodzaju Elizabethkingia nazwanego na cześć Elizabeth King. Bakterie należące do tego rodzaju odpowiedzialne są za zapalenia opon mózgowo-rdzeniowych u noworodków oraz zapalenia opon mózgowo-rdzeniowych, zakażenia krwi i infekcje układu oddechowego u osób z osłabionym układem odpornościowym. Gatunek opisany przez King w 1959 r. jest dziś znany jako Elizabethkingia meningoseptica.
W latach 60. XX wieku King zidentyfikowała nową bakterię z ludzkich wydzielin oddechowych, krwi oraz wysięków kostnych i stawowych, wkrótce po jej śmierci gatunek został nazwany na jej cześć Moraxella kingae. W 1976 r. została ona zakwalifikowana do rodzaju Kingella i otrzymała nazwę gatunkową Kingella kingae.